# Killipia rotundifolia
Killipia rotundifolia är en tvåhjärtbladig växtart som beskrevs av John Julius Wurdack. Killipia rotundifolia ingår i släktet Killipia och familjen Melastomataceae.
Artens utbredningsområde är Colombia. Inga underarter finns listade i Catalogue of Life.